# Francisco Javier Mora
Francisco Javier Mora Moreno (Acatlán de Juárez, Jalisco; 2 de abril de 1958) es un futbolista mexicano que jugó de defensa. Debutó en 1975. En Primera División jugó 141 partidos, acumulando 10,733 minutos jugados y dos goles anotados.

## Clubs
- Cruz Azul (1975 - 1979)
- Club de Fútbol Monterrey (1979 - 1980)
- Nissan Motor (1981)
- Cruz Azul (1981 - 1982)
- Club Deportivo Guadalajara (1982 - 1985)

## Participaciones en Copas del Mundo
| Mundial                                | Sede            | Resultado  |
| -------------------------------------- | --------------- | ---------- |
| Copa Mundial de Fútbol Juvenil de 1977 | Unión Soviética | Subcampeón |

- Datos: Q5866230